# Maraise
Die Maraise (auch Maraize geschrieben) ist ein Gebirgsfluss in Frankreich, der im Département Hautes-Alpes in der Region Provence-Alpes-Côte d’Azur verläuft. Sie entspringt im nordwestlichen Gemeindegebiet von Barcillonnette, an den westlichen Ausläufern der Bergkette Montagne de Peyssier, entwässert mit einem Bogen über Nord generell Richtung Westnordwest durch den Regionalen Naturpark Baronnies Provencales und mündet nach rund 17 Kilometern im Gemeindegebiet von La Bâtie-Montsaléon als linker Nebenfluss in den Petit Buëch.

## Orte am Fluss
(Reihenfolge in Fließrichtung)
- Laboudou, Gemeinde Esparron
- L’Abbaye, Gemeinde Le Saix
- Le Saix
- Chabestan
- La Bâtie-Montsaléon

## Sehenswürdigkeiten
- Abbaye de Clausonne, Ruinen einer Abtei mit Ursprüngen aus dem 12. Jahrhundert am Flussufer in der Gemeinde Le Saix – Monument historique[4]